# 大西流星
大西 流星（おおにし りゅうせい　2001年〈平成13年〉8月7日 - ）は、日本のアイドル、俳優、タレント。男性アイドルグループ・なにわ男子のメンバー。愛称は、りゅちぇ。
兵庫県出身。STARTO ENTERTAINMENT所属。

## 来歴
梅田芸術劇場で行われたSexy Zoneのコンサートを観て感動し、佐藤勝利に憧れオーディションを受ける。
2012年7月14日に10歳でジャニーズ事務所に入所。1か月足らずで西畑大吾、永瀬廉と共にユニット・Naniwa Oji（なにわ皇子）のメンバーとなる。
5歳からダンスを始め、ロックダンスの西日本大会でグループ部門1位になったことがある。事務所入所時すでにダンス歴は5年。
2018年、関西ジャニーズJr.内ユニット・なにわ男子のメンバーに選ばれる。
2019年、大阪・関西万博の有識者懇話会委員に就任した。
2021年11月12日、なにわ男子としてシングル『初心LOVE』でCDデビューした。
2022年11月15日、化粧品ブランド「エテュセ」とコラボレーションコスメをプロデュースし、ジャニーズ所属タレントで初のコスメプロデュースとなった。12月15日、女性ファッション誌『ViVi』の人気投票企画「2022年下半期 国宝級イケメンランキング」デフォで顔面フィルターかかってるやろ部門で1位を獲得した。
2024年7月29日、個人公式Instagramを開設した。8月23日、映画『恋を知らない僕たちは』にて、相原英二役で映画初主演を務めた。

## 人物
- トキという名前のスコティッシュフォールドを飼っている愛猫家であり、2020年には動物バラエティ『もふもふモフモフ』（NHK総合）に飼い猫と出演した[21]。
- キャッチフレーズは「勢いは西から、愛は大西から。笑顔ピカピカxx歳」である[8]。
- 日本化粧品検定1級を取得している[22]。
- 鉄道ファンであり、『JTB時刻表』2023年1月版では制服姿で表紙を飾っている[23]。

## 受賞歴
2022年
- ViVi「2022年下半期 国宝級イケメンランキング」デフォで顔面フィルターかかってるやろ部門

## 出演
役名の太字は主演作品。グループでの出演はジャニーズJr.#出演、なにわ皇子#出演、なにわ男子#出演を参照。個人での出演のみ記載。

### テレビドラマ
- スターマン・この星の恋（2013年7月9日 - 9月10日、関西テレビ・フジテレビ） - 宇野大 役[24]
- 年下彼氏（朝日放送テレビ）
  - 第1話「年上のカノジョ」（2020年4月12日） - 主演・拓海 役[25]
  - 第9話「最初で最後の告白・前編」（2020年5月10日） - 主演・矢野大地 役[26]
  - 第10話「最後で最初の告白・後編」（2020年5月10日） - 矢野大地 役[26]
- メンズ校（2020年10月8日〔7日深夜〕 - 12月24日〔23日深夜〕、テレビ東京） - 主演・桃井天 役（なにわ男子として主演）[27]
- 夢中さ、きみに。（2021年1月7日 - 2月4日、毎日放送） - 主演・林美良 役[28]
- 鹿楓堂よついろ日和（2022年1月15日 - 3月19日、テレビ朝日） - 椿（中尾椿） 役[29][30]
- 彼女、お借りします（2022年7月3日 - 9月25日、朝日放送テレビ・テレビ朝日） - 主演・木ノ下和也 役[31][32]
- 紅さすライフ（2023年7月25日 - 9月26日、日本テレビ） - 主演・北條雅人 役[33][34]
- まどか26歳、研修医やってます!（2025年1月14日 - 3月18日、TBS） - 五十嵐翔 役[35]
- 能面検事（2025年7月11日 - 、テレビ東京） - 前田拓海 役[36]

### 映画
- 忍ジャニ参上! 未来への戦い（2014年6月7日、松竹） - 回想のフウト 役[37]
- 関西ジャニーズJr.の目指せ♪ドリームステージ!（2016年4月26日、松竹） - 橘亮介 役[38]
- 映画 少年たち（2019年3月29日、松竹） - マキオ 役[39]
- この子は邪悪（2022年9月1日、ハピネットファントム・スタジオ） - 四井純 役[40][41]
- わたしの幸せな結婚（2023年3月17日、東宝） - 堯人 役[42]
- 恋を知らない僕たちは（2024年8月23日、松竹） - 主演・相原英二 役[20]

### 劇場アニメ
- 劇場版 忍たま乱太郎 ドクタケ忍者隊最強の軍師（2024年12月20日、松竹） - 桜木清右衛門 役[43][44]

### バラエティ番組
- 学校再発見バラエティー あほやねん すきやねん（2015年4月[45] - 2016年3月、NHK大阪）
- まちけん参上!（NHK大阪）
  - じもてぃ愛情マップ みんな すきやねん!（2016年4月10日 - 2017年4月2日）[46][47]
  - あなたの街のおもしろ検定（2017年4月9日 - 2019年3月10日）[48]
- 東京オリパラ団（2016年7月9日・11月6日 - 2019年3月31日、NHK BS1）[49]
- クイズ!THE違和感（2020年4月13日 - 2022年9月12日、TBS） - レギュラー（藤原丈一郎・大橋和也の3人の中から交代で2人出演）[50]

### Web番組
- ヒミツの鹿楓堂（2022年1月23日 - 2月20日、TELASA）[51]

### ラジオ番組
- JAM×JAM（2014年10月5日 - 2016年7月、ラジオ関西）[52]
- 関西ジャニーズJr. とれたて関ジュース（2016年7月 - 2018年12月[53]、ラジオ関西） - 関西ジャニーズJr.から3人（毎月交代）[54]

### CM・広告
- 森永製菓「板チョコアイス」（2023年9月14日 - ）[55]
- I-ne「YOLU」（2024年11月21日 - ）[56]
- JR東海「大西流星×東海道新幹線 りゅちぇ旅 #リニア・鉄道館」（2025年4月23日 - 7月21日予定）[57]

### コンサート
- 関西ジャニーズJr. 『春休みスペシャルコンサート2014』（2014年3月1日 - 3月25日、大阪松竹座）[58]
- 関西ジャニーズJr. 『X'mas Show 2014』（2014年11月30日 - 12月25日、大阪松竹座）[59]
- 関西ジャニーズJr. 『春休みスペシャルshow 2015』（2016年3月21日 - 3月31日、大阪松竹座）
- 関西ジャニーズJr. 『X'mas Show2015』（2015年11月29日 - 12月25日、大阪松竹座）[60]
- 関西ジャニーズJr. 『春休みスペシャルshow 2016』（2016年3月31日 - 4月11日、大阪松竹座）[61]
- 関西ジャニーズJr. 『X'mas Show 2016』（2016年11月30日 - 12月25日、大阪松竹座）[62][63]
- 関西ジャニーズJr. 春のSHOW合戦（2017年3月4日 - 28日、大阪松竹座）[64]
- 関西ジャニーズJr. 『X'mas SHOW 2017』（2017年12月1日 - 25日、大阪松竹座）[65]
- 関西ジャニーズJr. Concert 2018 〜Happy New ワン Year〜（2018年1月3日・4日、大阪城ホール）[66]
- 関西ジャニーズJr. 『春休みスペシャルShow 2018』（2018年3月1日 - 24日、大阪松竹座）[67]

### 舞台
- 「台風n Dreamer」タイフーン・ドリーマー（2014年8月2日 - 26日、大阪松竹座）[52]
- 少年たち 世界の夢が…戦争を知らない子供たち（2015年8月2日 - 26日、大阪松竹座）[68][69]
- ANOTHER & Summer Show（2016年8月2日 - 26日、大阪松竹座）[70]
- JOHNNYS' Future WORLD（2016年10月8日 - 25日、梅田芸術劇場）[71]
- 東SixTONES×西関西ジャニーズJr.SHOW合戦（2017年2月18日 - 26日、新橋演舞場）[72]
- 少年たち 南の島に雪は降る（2017年8月2日 - 27日、大阪松竹座）[73]
- ミュージカル『魔女の宅急便』（2018年6月15日 - 24日、新国立劇場 中劇場 / 7月4日 - 5日、大阪メルパルクホール） - トンボ 役[74][75]
- 明日を駆ける少年たち（2018年8月4日 - 30日、大阪松竹座）[76]

## 書籍

### 雑誌連載
- 関西ウォーカー「なにわ男子 大西流星のちゅきちゅきあにまる」（2021年1月号 - 10月号、KADOKAWA）[77]